# Путевая машинная станция

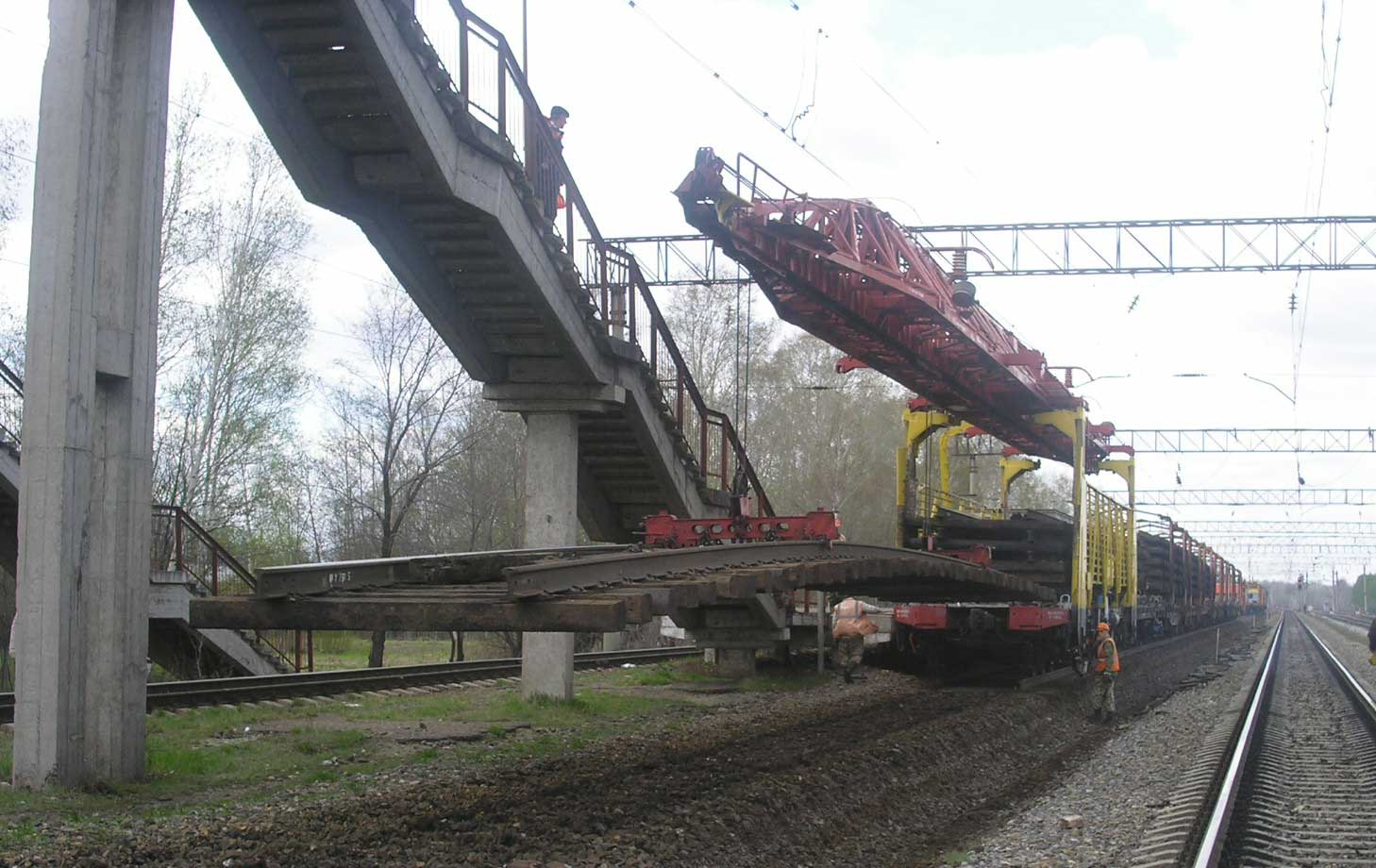
Снятие звена ПМС

Путева́я машинная станция (ПМС) — механизированное передвижное предприятие путево́го хозяйства, выполняющее плановые путевы́е работы по ремонту пути на эксплуатируемой сети железных дорог, например ПМС-134, ПМС-22, путевая машинная станция № 29. 
Как правило, ПМС состоит из подготовительной, основной и отделочной колонн (звенья пути собираются и разбираются на автоматических и полуавтоматических линиях производств).

## История
Первая ПМС была организована в Союзе ССР на Московско-Курской железной дороге в 1934 году, стала опытной базой механизации путевых работ на железных дорогах государства рабочих и крестьян.
Массовое создание ПМС началось с выходом приказа Народного комиссара путей сообщения СССР № 35/Ц «Об организации машинно-путевых станций», от 1 апреля 1936 года. Создание ПМС явилось началом технической эволюции всего путевого хозяйства.
В 1937 году 20 наиболее мощных МПС вошли в состав организованного треста «Желдорпуть-реконструкция». В 1939 году остальные МПС были выведены из состава железных дорог и вошли в состав треста машинно-путевых станций.
В годы Великой Отечественной войны путевые машинные станции, находившиеся на тыловых дорогах, в ограниченных объемах продолжали ремонтно-путевые работы, лимитировавшиеся дефицитом материалов верхнего строения. Другая часть станций (26 наиболее мощных) полностью переключилась на восстановительные и строительные работы для нужд фронта.
По состоянию на март 2011 года в составе Центральной дирекции по ремонту пути ОАО «Российские железные дороги» находились 128 путевых машинных станций по оздоровлению верхнего строения пути, 9 путевых машинных станций по земляному полотну и две — по искусственным сооружениям.

## Назначение

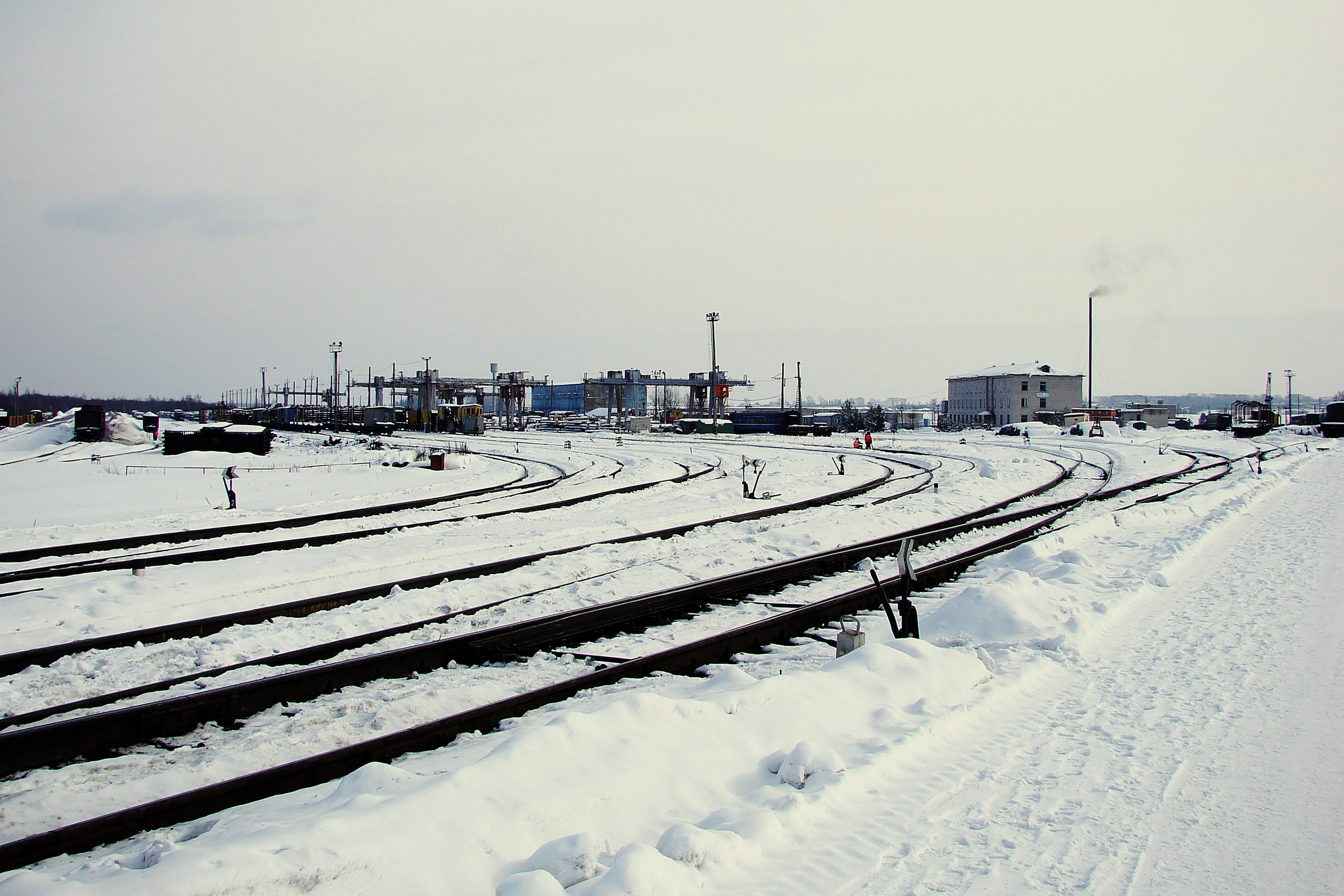
Место базирования ПМС-113

ПМС выполняет такие виды ремонтов, как реконструкция верхнего строения пути, все виды капитального ремонта, усиленный средний, средний и подъёмочный ремонты пути, выполняет смену стрелочных переводов, осуществляет замену рельсов новыми или старогодными, усиление земляного полотна, проводит защиту от снежных заносов, затопления пути. Важные задачи ПМС — увеличение эффективности использования предоставляемых в графике движения поездов «окон», снижение потерь, возникающих из-за задержки поездов, на основе внедрения прогрессивных технологических процессов и наилучшего использования машин и механизмов. В зимний период ПМС, там где это возможно по климатическим условиям (на дорогах Юга и Средней Азии), продолжают путевые работы, а на остальных дорогах очищают территории станций и узлов от снега, организуют звеносборочные и промежуточные щебеночные базы, привозят и выгружают материалы верхнего строения и собирают звенья пути. В ряде случаев они переустраивают станции, укладывают новые и удлиняют существующие станционные пути. Наряду со сборкой путевой решётки из новых материалов верхнего строения на звеносборочных базах ремонтировали старогодные рельсо-шпальные решётки, заменяли рельсы и промежуточные скрепления. На Западно-Сибирской железной дороге путевые машинные станции продолжают работать и в зимнее время с 2002 года.
ПМС оснащены укладочными (разборочными) кранами цикличного действия для снятия с балластной призмы изношенных рельсовых звеньев и укладки новых, путевыми рельсосварочными машинами (ПРСМ).